# Cristiane dos Santos Silva
Cristiane dos Santos Silva (Teresina, 4 de abril de 1988) é uma velocista olímpica brasileira. Representou o Brasil nos Jogos Olímpicos de Verão de 2016 como atleta reserva da equipe brasileira no revezamento 4x400 metros feminino. Embora não tenha conseguido índice olímpico para uma prova individual, Cristiane foi convocada pela Confederação Brasileira de Atletismo por índice técnico. Na competição Cristiane não chegou a fazer parte do quarteto titular e a equipe não se classificou para a final olímpica.

## Melhores marcas pessoais
| Prova        | Marca       | Local                 | Data                   |
| ------------ | ----------- | --------------------- | ---------------------- |
| 100 metros   | 12,78 s     | Araraquara            | 25 de junho de 2014    |
| 200 metros   | 24,84 s     | Recife                | 22 de agosto de 2010   |
| 400 metros   | 52,91 s     | São Bernardo do Campo | 30 de junho de 2016    |
| 800 metros   | 2:10.68 min | São Paulo             | 17 de setembro de 2010 |
| 4x400 metros | 3:32,42 min | Rio de Janeiro        | 21 de julho de 2011    |